# کارگزاری آگاه
گروه آگاه شامل مجموعه‌ای از شرکت‌ها است که در حوزه بورس، مدیریت دارایی، بیمه و ... فعالیت دارند. آگاه ۷ مجوز فعالیت و ۱۸ صندوق سرمایه‌گذاری دارد. نزدیک به ۷ میلیون کاربر از خدمات  آگاه استفاده می‌کنند و این مجموعه بیشتر از 600 هزار میلیارد دارایی تحت مدیریت(1404)، بیش از 100 شعبه فعال در سراسر ایران و بیش از 1300 نفر پرسنل دارد. 
فدراسیون بورس‌های اروپایی و آسیایی (FEAS)، کارگزاری آگاه را به عنوان دارنده رتبه دوم کارگزار برتر بورس در رقابت بین شرکت کنندگان از کشورهای اروپای شرقی، آسیای غربی و شمال آفریقا در سال ۲۰۲۱، ۲۰۲۲ و ۲۰۲۳ برگزید.

## بیشترین حجم معاملات صندوق‌های سرمایه‌گذاری
بر اساس آمار منتشر شده در سال 1403  بیش از 458 هزار میلیارد تومان از معاملات آنلاین صندوق‌های سرمایه‌گذاری در این کارگزاری انجام شده است.
آگاه بیشترین حجم معاملات سرمایه‌گذاری غیرمستقیم را در بازار سرمایه ایران دارد.

## مجوزها
سازمان بورس و اوراق بهادر تهران ۹ نوع مجوز متنوع را برای کارگزاران ارائه می‌کند؛ گروه آگاه ۷ مورد از این مجوزها را دریافت کرده‌است:
- مجوز معاملات اوراق تأمین مالی
- مجوز معاملات مشتقه مبتنی بر اوراق
- مجوز معاملات کالا
- مجوز معاملات مشتقه مبتنی بر کالا
- مجوز معاملات بر خط
- مجوز مشاور عرضه اوراق بهادار
- مجوز مشاور پذیرش

## صندوق‌ها
برخی صندوق سرمایه‌گذاری  این کارگزاری عبارتند از:
1. صندوق سرمایه‌گذاری مشترک آگاه – در سهام و مبتنی بر صدور و ابطال
2. صندوق سرمایه‌گذاری همای آگاه با نماد «همای» – درآمد ثابت و قابل معامله در بورس
3. صندوق سرمایه‌گذاری نیکوکاری یکم آگاه – مختلط و مبتنی بر صدور و ابطال
4. صندوق سرمایه‌گذاری هستی بخش آگاه با نماد «آگاس» – در سهام و قابل معامله در بورس
5. صندوق سرمایه‌گذاری یاقوت آگاه با نماد «یاقوت» – درآمد ثابت و قابل معامله در بورس
6. صندوق سرمایه‌گذاری مشترک زمرد آگاه - در سهام و مبتنی بر صدور و ابطال
7. صندوق سرمایه‌گذاری طلای زرین آگاه با نماد «مثقال» – پشتوانه طلا و قابل معامله در بورس کالا
8. صندوق سرمایه گذاری بخشی پتروشیمی آگاه با نماد «پتروآگاه» در سهام و قابل معامله در بورس
9. صندوق سرمایه‌‌گذاری خودروی آگاه با نماد «اتوآگاه» و قابل معامله در بورس
10. صندوق سرمایه گذاری اهرمی شتاب آگاه با نماد «شتاب» و قابل معامله در بورس
11. صندوق سرمایه‌گذاری مروارید آگاه با نماد «مرواید»
12. صندوق سرمایه‌گذاری بخشی بانکی آگاه با نماد «بانکا»